# Nabu

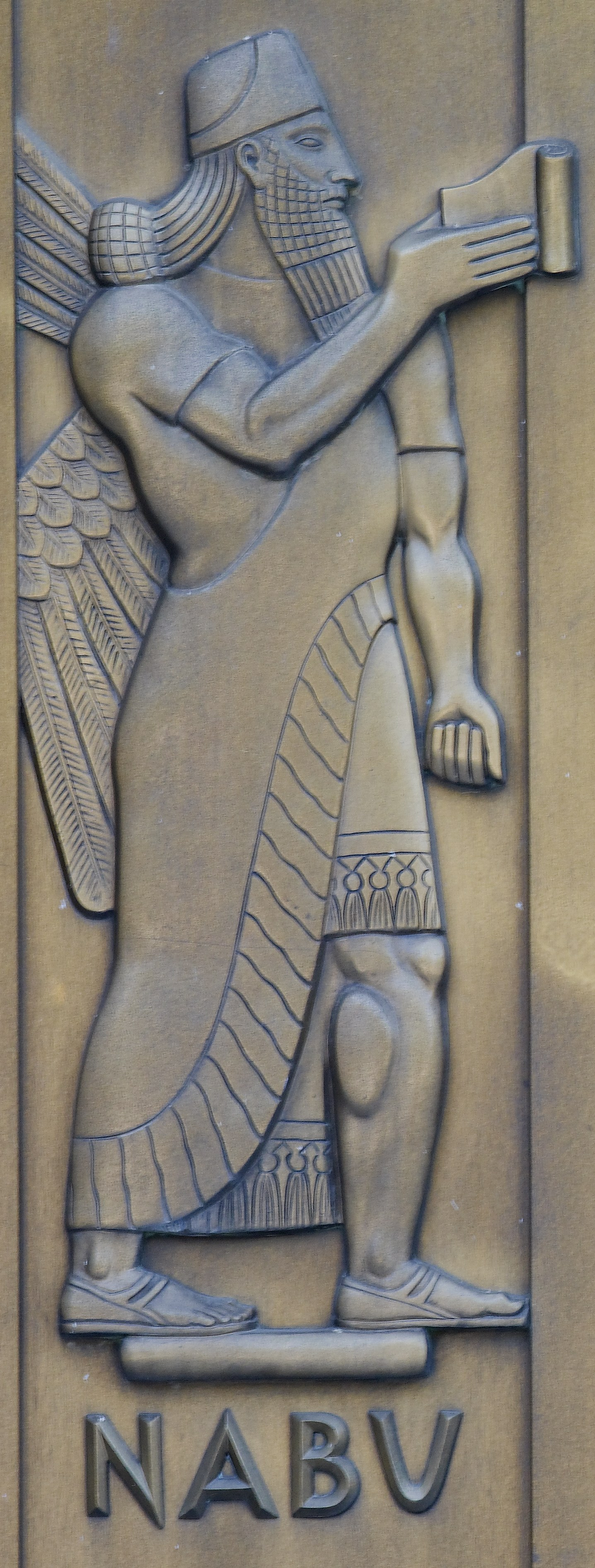
Lee Lawrie, Nabu (1939). Knihovna amerického kongresu John Adams Building, Washington, D.C.

Nabu je babylonský bůh moudrosti a písma. Byl uctíván Babyloňany jako syn Marduka a jeho manželky Sarpanity, a jako vnuk boha Ea. Jeho manželkou byla Tašmetum.
Původně byl Nabu západo-semitským bohem, importovaným do Mezopotámie Amority, pravděpodobně ve stejné době jako Marduk. Zatímco Marduk se stal hlavním bohem Babylónu, Nabův chrám (E-Zida) se nacházel v blízké Borsippě. Zpočátku byl označován jako „ministr a písař Mardukův“, později byl významově sloučen s milovaným synem Marduka a Sarpanity. Během babylonských oslav Nového Roku byla jeho kultovní socha přemísťována z Borsippy do Babylónu, aby mu byla umožněna komunikace s jeho otcem Mardukem.
Nabuovi byla připisována funkce patrona písařů, kterou převzal po sumerské bohyni Nisabě. Jeho symboly jsou hliněná psací tabulka spolu s rydlem. Na hlavě má srpkovitou čapku a stojí se sepjatýma rukama: v starověkém symbolismu toto vše označuje kněžství. Řídí okřídleného draka (Mušchuššua, také známým pod jménem Sirruš), který byl původně Mardukův. V pozdější babylonské astrologii byl Nabu spojován s planetou Merkur. Jako bůh moudrosti a písma byl Řeky přirovnáván k Apollónovi i Hermésovi, později byl Římany spojován s jejich bohem Merkurem.
Názory na původ jeho jména se různí. Je pravděpodobné, že pochází od kořene nb – „volat nebo oznamovat“, ve významu „ten, který volal“. Nabu je zmiňován v Bibli jako Nebo v Izajášovi 46:1 a Jeremjášovi 48:1.
Jeho moc nad lidskou existencí byla nezměrná, protože Nabu vyrýval osud každého člověka (tak jak jej bohové ustanovili) na tabulky posvátných záznamů. Díky tomu měl moc prodloužit či zkrátit délku lidského života podle svého uvážení.
Socha boha Nabu z Kalachu, vztyčená za vlády Tiglatpilesara III. je vystavena v Britském Muzeu.